# ベンザゼピン

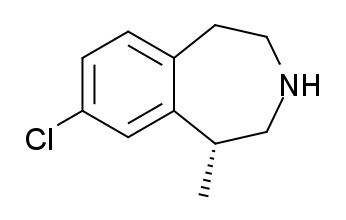
ロルカセリン

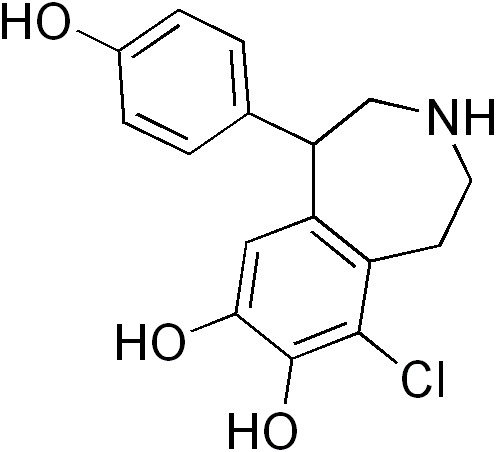
フェノルドパム

ベンザゼピン(Benzazepine)は、ベンゼン環がアゼピン環に融合した構造を持つ複素環式化合物、またはその誘導体である。誘導体の例には、ベナゼプリル、フェノルドパム、ロルカセリン、バレニクリン等がある。